# یووانی آراگون
یووانی آراگون (اسپانیایی: Yovany Aragón‎؛ زادهٔ ۲ مهٔ ۱۹۷۴) بازیکن بیسبال اهل کوبا بود.